# Бакингем (Флорида)
Бакингем (енгл. Buckingham) насељено је место без административног статуса у америчкој савезној држави Флорида.

## Демографија
По попису из 2010. године број становника је 4.036, што је 294 (7,9%) становника више него 2000. године.
| Група             | 2000.         | 2010.         |
| Белци             | 3.417 (91,3%) | 3.421 (84,8%) |
| Афроамериканци    | 87 (2,3%)     | 143 (3,5%)    |
| Азијати           | 19 (0,5%)     | 19 (0,5%)     |
| Хиспаноамериканци | 175 (4,7%)    | 409 (10,1%)   |
| Укупно            | 3.742         | 4.036         |